# Specialförbandsledningen
Specialförbandsledningen (SFL) är en del av Försvarsmaktens specialförband (FM SF). 

## Verksamhet
Specialförbandsledningen är organiserad för att kunna leda insatser med Särskilda operationsgruppen (SOG) med stödjande enheter så kallade specialoperationsförband (FM SOF). SFL ansvarar också för att produktionsleda specialförbandsverksamheten samt att utveckla förbandet samt dess förmågor och material. Specialförbandsledningen är en del av insatsledningen som lyder direkt under överbefälhavaren.

## Heraldik och traditioner
Militär personal vid SFL bär olivgrön basker med specialförbandens broderade baskermärke. SFL har ett eget kommandotecken.

## Förbandschefer
Chefen för specialförbandsledningen (C SFL) ingår i Insatsledningen och har till uppgift att leda och samordna verksamheten vid specialförbanden.
- 2005–2009: Överste Hans Alm [5]
- 2009–2017: Brigadgeneral Urban Molin [6][7]
- 2017–2021: Brigadgeneral Anders Löfberg [a]
- 2021–2022: Överste Robert Nylén (tf)
- 2022–nuvarande: Överste Andreas Odung